# Tau Orionis
Tau Orionis (τ Ori / 20 Orionis / HD 34503 / HR 1735) es una estrella en la constelación de Orión de magnitud aparente +3,59.
Aunque no tiene nombre propio habitual, en China era conocida como Yuh Tsing, «el pozo dorado».
Se encuentra aproximadamente a 554 años luz de distancia del sistema solar.
Tau Orionis es una gigante azul de tipo espectral B5III con una temperatura efectiva de 14.100 K. Incluyendo una gran cantidad radiación ultravioleta emitida, Tau Orionis brilla con una luminosidad 3100 veces mayor que la del Sol. Con un radio 9,4 veces más grande que el radio solar, su velocidad de rotación proyectada —43 km/s— implica un período de rotación inferior a 11 días.
Tiene una masa 6 veces superior a la del Sol, por debajo del límite a partir del cual las estrellas explosionan como supernovas, por lo que concluirá sus días como una enana blanca de unas 0,95 masas solares. Su edad se estima en 63 millones de años.
Existen tres compañeras visuales cerca de Tau Orionis, que reciben los nombres de Tau Orionis B, C y D. Las dos primeras parecen ser estrellas que simplemente están en la misma línea de visión, mientras que Tau Orionis D, una enana amarilla de magnitud 11 situada a 36 segundos de arco, ha mostrado a lo largo de más de un siglo un movimiento similar al de Tau Orionis, por lo que probablemente sea una compañera real.